# 華銳紅蝽
華銳紅蝽（学名：Euscopus chinensis）为紅蝽科銳紅蝽屬下的一个种。